# مظاهرات أكتوبر في الرياض
مظاهرات الرياض في أكتوبر 2003: هي المظاهرات التي دعت لها الحركة الإسلامية للإصلاح المعارضة للنظام السعودي في 14 أكتوبر من عام 2003 في مدينة الرياض امام برج المملكة اعلى ناطحة سحاب في المملكة العربية السعودية في شارع العليا 

## تسلسل الاحداث
دعت الحركة الإسلامية للإصلاح الشعب السعودي للخروج في مظاهرات ضد النظام الملكي المطلق وإسقاط شرعيته وإعلان رفض الشعب له وتشكيل حكومه ملكية دستورية في 14 أكتوبر من عام 2003

## 14 أكتوبر
كانت أولى المظاهرات التي دعت لتنظيمها الحركة الإسلامية للإصلاح مظاهرات 14 أكتوبر 2003 التي شارك فيها المئات أمام برج المملكة في الرياض واعتقل على إثرها أكثر من 350 شخصا صدرت عليهم أحكام متفاوتة شملت جَلد بعضهم. بحسب منظمة العفو الدولية، كان من المعتقلين ثلاث نساء على الأقل أفرج عنهن بعد 55 يوما من الاعتقال بعد التعهد بعدم التكرار.

### التشويش على إذاعة صوت الإصلاح
.عقِب المظاهرة اتهم سعد الفقيه الحكومة السعودية بقيامها بالتشويش على بث إذاعة صوت الإصلاح التابعة له .

## محاكمة الذين اعتقلوا في المظاهرات
اعتقل أكثر من 350 شخصاً شاركوا في المظاهرات صدرت عليهم أحكام متفاوتة شملت جَلد بعضهم. بحسب منظمة العفو الدولية